# Ronaldo De Jesús
Ronaldo De Jesús López (* 21. April 2001 in San Patricio) ist ein paraguayisch-brasilianischer Fußballspieler.

## Karriere

### Verein
Aus der U23 von Club Cerro Porteño wurde er über den Verlauf des Jahres 2022 an River Plate Asunción verliehen. Nach dem Ende der Leihe ging er bei Cerro dann auch Anfang 2023 in den Kader von deren erster Mannschaft über. Sein Liga-Debüt für die Mannschaft hatte er dann Mitte April 2023. Fast zeitgleich hatte er auch seinen ersten Einsatz in der Copa Libertadores.

### Nationalmannschaft
Zum Jahreswechsel 2023/24 wurde er erstmals für die Vorbereitung vor dem Qualifikationsturnier für Olympia für die paraguayische U23 nominiert. Dort kam er auch drei Mal zum Einsatz. Bei dem Turnier selbst stand er dann in allen sieben Partien auf dem Platz und erzielte dabei auch noch einen Treffer. Am Ende landete er mit seinem Team hier auf dem ersten Platz der Endgruppe und qualifizierte sich so für die Spiele in Paris.